# المراغة (مركز)
مركز المراغة، مركز إداري مصري. يقع في محافظة سوهاج الواقعة في جمهورية مصر العربية. القاعدة الإدارية للمركز هي مدينة المراغة.